# Guibemantis liber
Espèce
Synonymes
- Rhacophorus liber Peracca, 1893
- Mantidactylus liber (Peracca, 1893)
- Gephyromantis albogularis Guibé, 1947
- Gephyromantis variabilis Millot & Guibé, 1951

Statut de conservation UICN

 LC  : Préoccupation mineure
Guibemantis liber est une espèce d'amphibiens de la famille des Mantellidae.

## Répartition

Aire de répartition de Guibemantis liber.

Cette espèce est endémique de Madagascar. Elle se rencontre du niveau de la mer jusqu'à 2 050 m d'altitude sur un large territoire dans le Nord et l'Est de l'île ainsi que sur l'île Sainte-Marie,.

## Description
Guibemantis liber mesure de 21 à 29 mm pour les mâles et de 27 à 28 mm pour les femelles. Son dos est d'une coloration très variable : rougeâtre, grisâtre ou verdâtre avec souvent une barre sombre entre les yeux et une ligne longitudinale claire et des taches blanches ou jaunes au niveau de l'aine. Son ventre est de couleur vert pâle chez les femelles ; les mâles présentent une gorge blanc brillant.

## Publication originale
- Peracca, 1893 : Descrizione di nuove specie di rettili e anfibi di Madagascar. Bollettino dei Musei di Zoologia e Anatomia Comparata della R. Universita di Torino, vol. 8, no 156, p. 1-16 (texte intégral).